# Tomáš Jursa
Tomáš Jursa (* 9. březen 1989, Karviná, Československo) je český fotbalový záložník, hraje za tým FK Třinec

## Klubová kariéra

### Mládežnické roky
Jursa je odchovancem Karviné.

### MFK Karviná
Do prvního týmu Karviné přišel Jursa poprvé do druholigové sezóny 2008/09. Premiéru v dresu áčka si odbyl v srpnu 2008 v utkání proti Hradci Králové. Ve své premiérově sezóně se nakonec hned stal stabilním členem kádru, když odehrál 28 ligových utkání, ve kterých vstřelil jednu branku.
Za své čtyřleté působení v Karviné nakonec celkově nastoupil do 101 ligových zápasů, ve kterých vstřelil celkem 13 branek.

### FK Teplice
Jeho výkonů si všimlo vedení prvoligových Teplic, které s ním podepsaly smlouvu v červenci 2012. Na své pravidelné zápasové vytížení v Karviné však nenavázal. Prvoligovou premiéru absolvoval v říjnu 2012 v utkání proti Olomouci. V dané sezóně nakonec nastoupil do pouhých šesti zápasů, ve kterých branku nevstřelil.
V sezóně 2013/14 nakonec ze sestavy vypadl úplně a tak byl poslán na hostování.

#### FK Ústí nad Labem (hostování)
Do druholigového Ústí nad Labem přišel na roční hostování v červenci 2013. Pravidelné zápasové využití se vrátilo a tak si Jursa připsal 23 ligových startů, ve kterých se pětkrát střelecky prosadil. Odehrál také jedno utkání v rámci MOL Cupu.

### FK Ústí nad Labem
V Ústí byl spokojený a tak do něj v červenci 2014 přestoupil na trvalo. V podzimní části druholigové sezóny 2014/15 však odehrál jen 12 ligových a jedno pohárové utkání (bez vstřelené branky) a hned v lednu 2015 se stěhoval znovu.

### SFC Opava
Přestoupil do dalšího druholigového týmu, konkrétně do Opavy. Zde si hned vybojoval stabilní místo v sestavě.

#### 2014/15
V již rozehrané sezóně stihl za Opavu v jarní části odehrát osm ligových utkání, ve kterých vstřelil jednu branku.

#### 2015/16
O své místo v sestavě nepřišel ani v sezóně 2015/16. Nastoupil do 21 ligových zápasů, ve kterých se třikrát dokázal střelecky prosadit. Zároveň odehrál i jedno utkání MOL Cupu.

#### 2016/17
Ani sezóně 2016/17 nebyla v Jursově kariéře úkrokem zpět. Patřil k nejvytíženějším hráčům týmu a odehrál 28 ligových zápasů, ve kterých vstřelil dvě branky. Nastoupil také do pěti zápasů MOL Cupu, ve kterých se taktéž dokázal dvakrát střelecky prosadit.

#### 2017/18
Stejně tak sezóna 2017/18 znamenala pro Jursu pravidelné zápasové zapojení. Odehrál opět 28 ligových zápasů, k nim přidal dvě utkání v národním poháru a celkem si připsal dvě vstřelené branky. S týmem Opavy navíc oslavil postup do nejvyšší české soutěže.

#### 2018/19
Ani v první lize o své postavení v týmu nepřišel. V sezóně 2018/19 nastoupil do dalších 28 ligových zápasů s dvěma přesnými zásahy, jednu branku si pak připsal v MOL Cupu (ve kterém odehrál tři zápasy).

#### 2019/20
Sezóna 2019/20 byla jeho poslední v dresu Opavy. Ačkoliv i v tomto ročníku hrála Opava zápasy o setrvání v nejvyšší soutěži (úspěšné), dokázal i přesto Jursa nastoupit do většiny utkání. Odehrál 25 ligových a dva pohárové zápasy, branku v nich tentokrát nevstřelil.

### MFK Karviná
V srpnu 2020 po pěti a půl letech Opavu opustil a vrátil se do Karviné (která mezitím také postoupila do nejvyšší soutěže). K 13. únoru 2021 nastoupil v jejím dresu do šesti prvoligových zápasů. Odehrál také dvě utkání MOL Cupu, ve kterých se jednou střelecky prosadil.

## Klubové statistiky
- aktuální k 13. únor 2021

| Tým               | Sezona            | Liga   | Liga   | Pohár  | Pohár  | Evropské poháry | Evropské poháry |
| Tým               | Sezona            | Zápasy | Branky | Zápasy | Branky | Zápasy          | Branky          |
| ----------------- | ----------------- | ------ | ------ | ------ | ------ | --------------- | --------------- |
| MFK Karviná       | 2008/09 (2. liga) | 28     | 1      | -      | -      | -               | -               |
| MFK Karviná       | 2009/10 (2. liga) | 26     | 4      | -      | -      | -               | -               |
| MFK Karviná       | 2010/11 (2. liga) | 19     | 0      | -      | -      | -               | -               |
| MFK Karviná       | 2011/12 (2. liga) | 28     | 8      | -      | -      | -               | -               |
| FK Teplice        | 2012/13           | 6      | 0      | -      | -      | -               | -               |
| FK Ústí nad Labem | 2013/14 (2. liga) | 23     | 5      | 1      | 0      | -               | -               |
| FK Ústí nad Labem | 2014/15 (2. liga) | 12     | 0      | 1      | 0      | -               | -               |
| SFC Opava         | 2014/15 (2. liga) | 8      | 1      | -      | -      | -               | -               |
| SFC Opava         | 2015/16 (2. liga) | 21     | 3      | 1      | 0      | -               | -               |
| SFC Opava         | 2016/17 (2. liga) | 28     | 2      | 5      | 2      | -               | -               |
| SFC Opava         | 2017/18 (2. liga) | 28     | 1      | 2      | 1      | -               | -               |
| SFC Opava         | 2018/19           | 28     | 2      | 3      | 1      | -               | -               |
| SFC Opava         | 2019/20           | 25     | 0      | 2      | 0      | -               | -               |
| MFK Karviná       | 2020/21           | 6      | 0      | 2      | 1      | -               | -               |
| Celkem            | Celkem            | 286    | 27     | 17     | 5      | 0               | 0               |

## Úspěchy
- 1x postup do 1. české ligy 2017/18